# Mathilde von Schwaben (Konradiner)

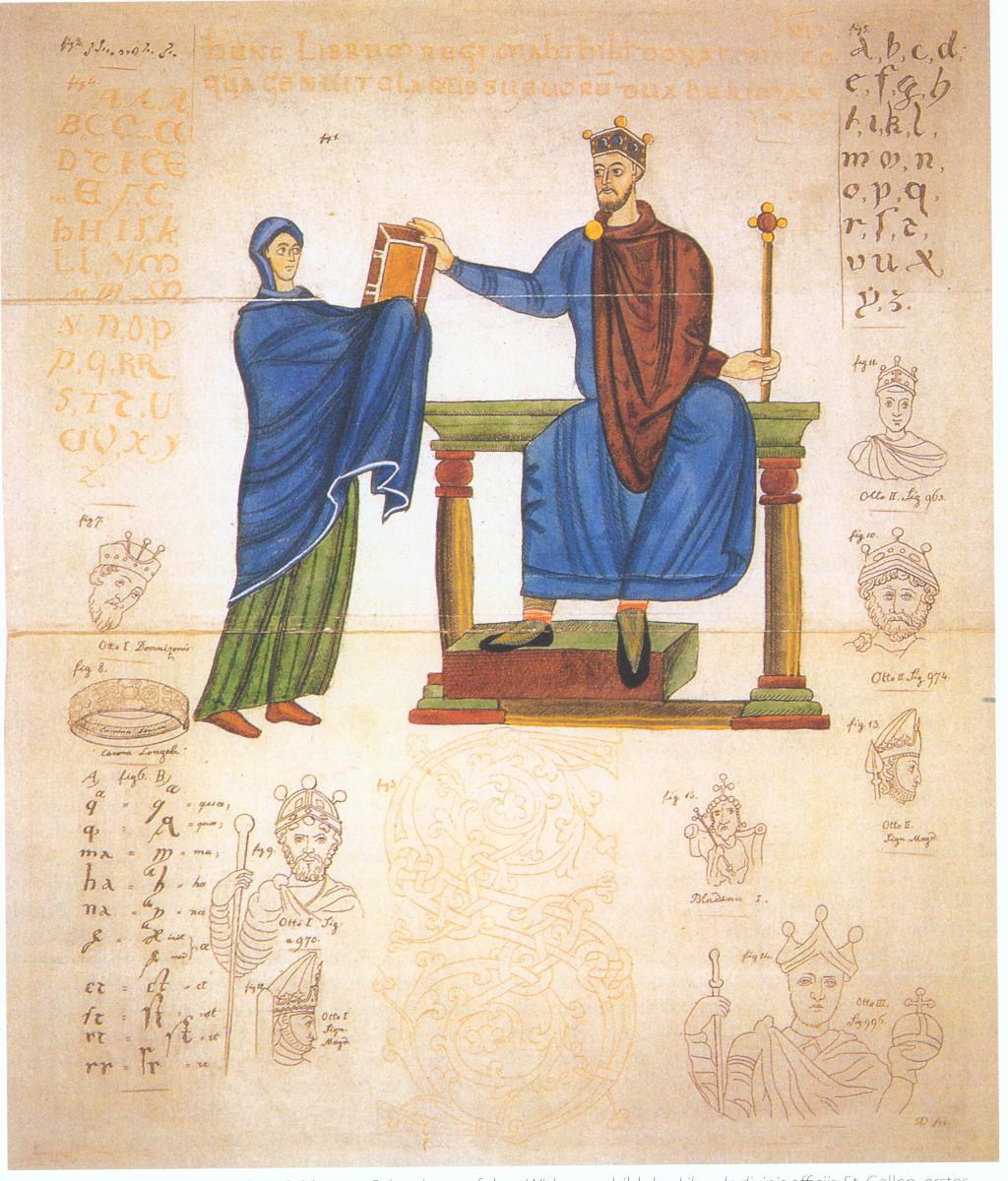
Darstellung Mieszkos II. und Mathildes von Schwaben auf dem Widmungsbild des Liber de divinis officiis; St. Gallen erstes Viertel 11. Jahrhundert. Düsseldorf, Universitäts- und Landesbibliothek, Ms.C 91, (verschollen), fol. 3r

Mathilde von Schwaben (* 988 oder 989; † 29. Juli 1032) war durch Heirat Herzogin von Kärnten und Oberlothringen und möglicherweise auch Gräfin von Ballenstedt. Sie spielte als Gegnerin Konrads II. („Konrad der Ältere“) zeitweise selbst eine aktive politische Rolle. Der Grund war, dass ihr Sohn Konrad II. von Kärnten (zur Unterscheidung vom Kaiser „Konrad der Jüngere“ genannt) bei der Königswahl von 1024 unterlegen war. Bekannt ist sie auch wegen ihres Schreibens an den polnischen König Mieszko II. („Epistola Mathildis Suevae ad Misegonem II. Poloniae Regem“) mit ihrem Bild.

## Familie
Sie entstammte dem Geschlecht der Konradiner und war mit den Ottonen, den westfränkischen Karolingern und den Königen von Burgund verwandt. Der Vater war Herzog Hermann II. von Schwaben. Die Mutter war Gerberga von Burgund, Tochter König Konrads III. von Burgund. Geschwister waren die Brüder Berchtold und Hermann III. von Schwaben und die Schwestern Gisela, die spätere mit Konrad II. verheiratete Kaiserin, und Beatrix, verheiratet mit Adalbero von Eppenstein. Halbgeschwister aus der ersten Ehe der Mutter waren Hermann II. von Werl, Rudolf von Werl und Bernhard I. von Werl.
Sie selbst war in erster Ehe mit Herzog Konrad I. von Kärnten († 1011) vermählt. Aus der Ehe gingen drei Kinder hervor: Herzog Konrad II. von Kärnten (genannt der Jüngere), Bischof Brun von Würzburg sowie eine Tochter, die den Grafen Gerhard von Metz heiratete. Ein Schwager war Brun von Toul (später Gregor V.).
Nach dem Tod ihres ersten Mannes heiratete Mathilde Herzog Friedrich II. von Oberlothringen († 1027). Mit diesem hatte sie die Tochter Beatrix, die in erster Ehe den Markgrafen Bonifatius von Tuzien und in zweiter Ehe Herzog Gottfried III. von Niederlothringen heiratete. Eine zweite Tochter Sophie heiratete den Grafen Ludwig von Mousson. Der Sohn Friedrich III. starb 1033.
Die Forschung neigt dazu, eine dritte Ehe mit dem Grafen Esico von Ballenstedt anzunehmen und sie als Stammmutter der Askanier anzusehen. Die Bezeichnung von Esicos Ehefrau „Mathilda von Werl“ durch Annalista Saxo könnte dadurch zustande gekommen sein, dass ihre Mutter Gerberga in erster Ehe mit Hermann I. von Werl verheiratet gewesen war. Aus dieser Ehe stammten drei Kinder: Otto, Adelheid, die Thiemo von Schraplau heiratete, und Adalbert II. von Ballenstedt.

## Leben
Noch bevor ihr Vater sich 1002 um den deutschen Thron bewarb, war Mathilde mit Konrad I. von Kärnten aus dem Haus der Salier verheiratet worden. Dieser hat seinen Schwiegervater bei dessen Königsplänen unterstützt. Nach der Wahl Heinrichs II. zum König kritisierte dieser die Ehe zwischen Mathilde und Konrad wegen einer angeblichen Verwandtschaftsbeziehung auf einer Synode in Diedenhofen im Jahr 1003 scharf. Trotz heftiger Tumulte kam es nicht zu einem Scheidungsverfahren. Tatsächlich lagen gemeinsame Vorfahren um vier Generationen zurück. Nach dem Tod Herzog Konrads wurde sein und Mathildes noch minderjährige Sohn, der spätere Konrad II., von Heinrich II. bei der Nachfolgeregelung in Kärnten übergangen. Stattdessen wurde mit Adalbero von Eppenstein der Ehemann ihrer Schwester Beatrix Herzog von Kärnten. Diese Handlung Heinrichs II. richtete sich gegen die herausgehobene Stellung der Salier und drohte zu einem Bedeutungsverlust zu führen. Nach Konrads Tod (1011) heiratete Mathilde bald Friedrich von Bar, der seit 1019 zunächst Mitherzog und später Herzog von Oberlothringen war.
Nachdem ihre Schwester Gisela den Neffen Konrads I. von Kärnten, den späteren Kaiser Konrad II., heiratete, kam es zu guten Beziehungen Mathildes zu diesem Paar. Der Schwager Konrad unterstützte ihren Sohn Konrad, wenn auch vergeblich, durch die Schlacht von Ulm 1019 bei dessen Versuch, Herzog von Kärnten zu werden. Dabei zog sich Konrad der Ältere den Unwillen des Kaisers zu und musste möglicherweise zeitweise sogar ins Exil gehen.
Das Bündnis der beiden Linien der Salier endete, als beide 1024 den Königsthron anstrebten. Mathilde verließ mit den lothringischen Großen aus Protest die Wahlversammlung in Kamba und blieb weiter widerständig. Zu Ostern 1025 kam es auch zum Bruch ihres Sohnes Konrad mit dem Kaiser. Ihr Mann Friedrich und ihr Sohn Konrad verstärkten mit ihrem Anhang die aufständischen Kaisergegner. Mathilde hat dabei selbst eine aktive Rolle gespielt. Sie schenkte dem polnischen König Mieszko II. ein wertvolles theologisches Buch „Liber de divinis officiis.“ Im Auftrag Mathildes wurde eine Dedikationsschrift „Epistola Mathildis Suevae ad Misegonem II. Poloniae Regem“ mit ihrem Bild verfasst. Das Bild ist verloren gegangen, die Handschrift befindet sich heute in der Universitäts- und Landesbibliothek Düsseldorf. Dem von Kaiser Konrad nicht anerkannten Polenkönig hat Mathilde in dem Schreiben alle Kennzeichen des Königtums zugestanden und sogar das Altslawische als Liturgiesprache anerkannt. Auch diese Schenkung lässt sich als Akt des Widerstandes gegen den Kaiser interpretieren.
Später scheint sich Mathilde mit dem Kaiser ausgesöhnt zu haben. Vom Hoftag zu Ostern 1030 in Ingelheim wird von einem guten Verhältnis zum Kaiserpaar berichtet. Mathilde stiftete im selben Jahr das Kloster St. Evre in Toul.
Nach ihrem Tod wurde sie im Dom zu Worms bestattet. Ihre noch nicht mündigen Kinder wurden nach ihrem Tod von der Kaiserin Gisela adoptiert und erzogen. Der Kaiser gedachte ihrer in seiner Memorialstiftung in Worms für seine Familie ausdrücklich.